# ماياهويل

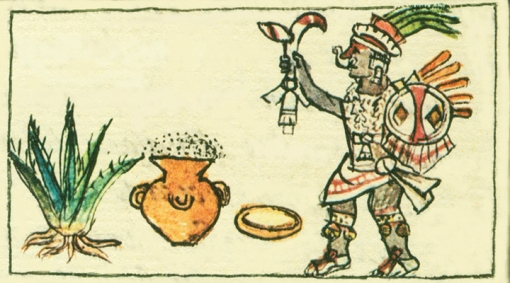
صناعة اللب، كما هو موضح في مجلد فلورنسا (الملحق 1 من الكتاب، 40)

ماياهويل (بالإنجليزية: Mayahuel)‏ ربة نبتة الماغوي في الميثولوجيا الأزتيكية. هي إلهة مرتبطة بنبات الماغوي بين ثقافات وسط المكسيك في عصر ما بعد الكلاسيكية من التسلسل الزمني لأمريكا الوسطى ما قبل الكولومبية، وخاصة ثقافات الأزتك. كتجسيد لنبات الماغوي، تعد ماياهويل أيضًا جزءًا من مجموعة من الآلهة الأمهات والخصوبة المترابطة في دين الأزتك وترتبط أيضًا بمفاهيم الخصوبة والتغذية.

## معرض صور

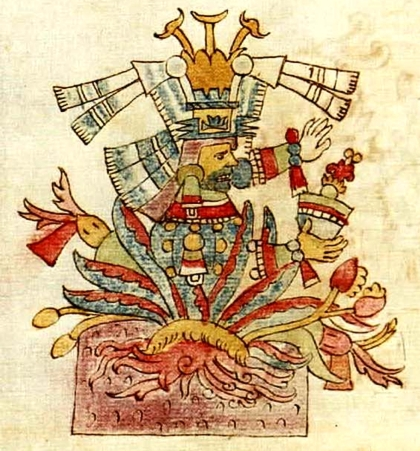
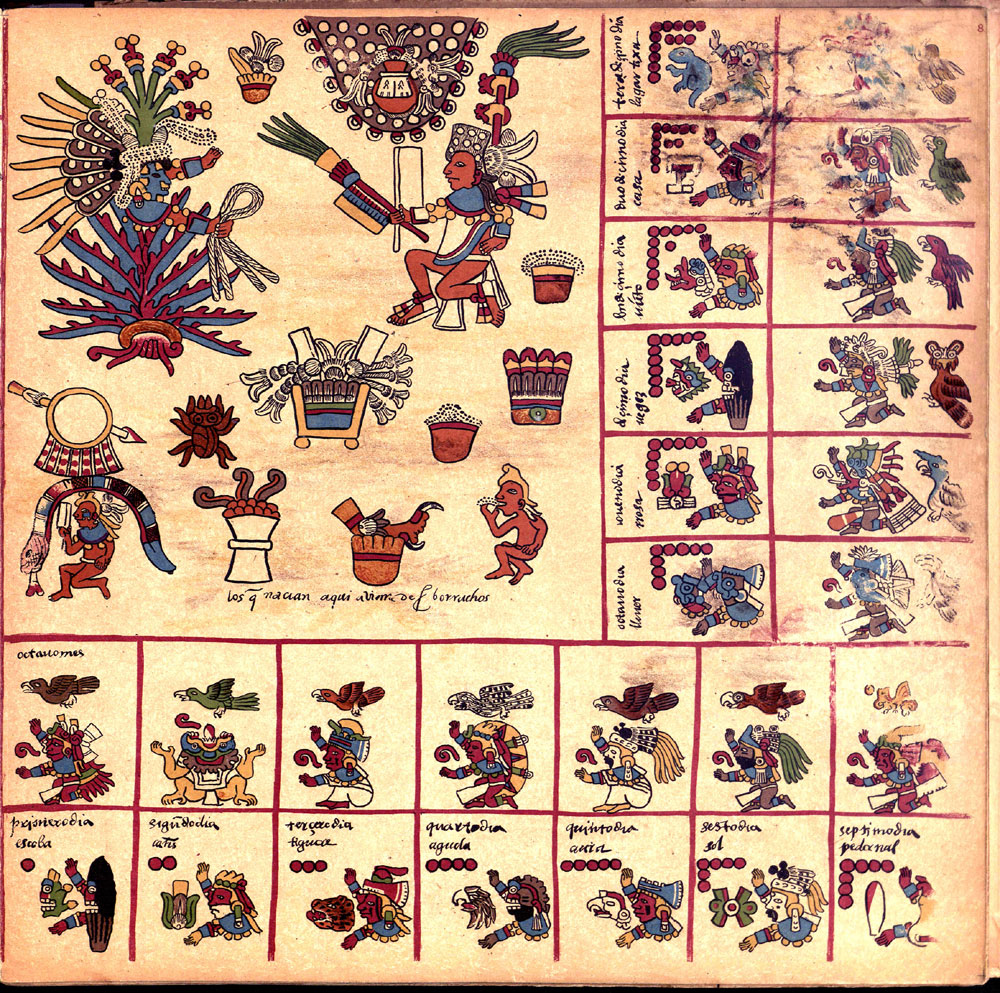
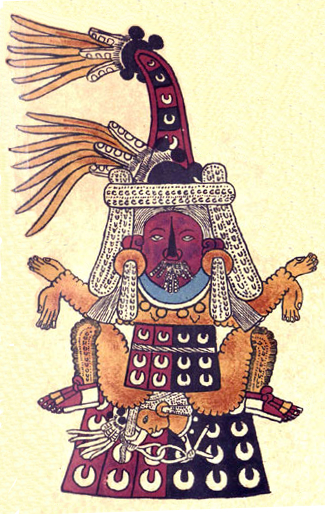
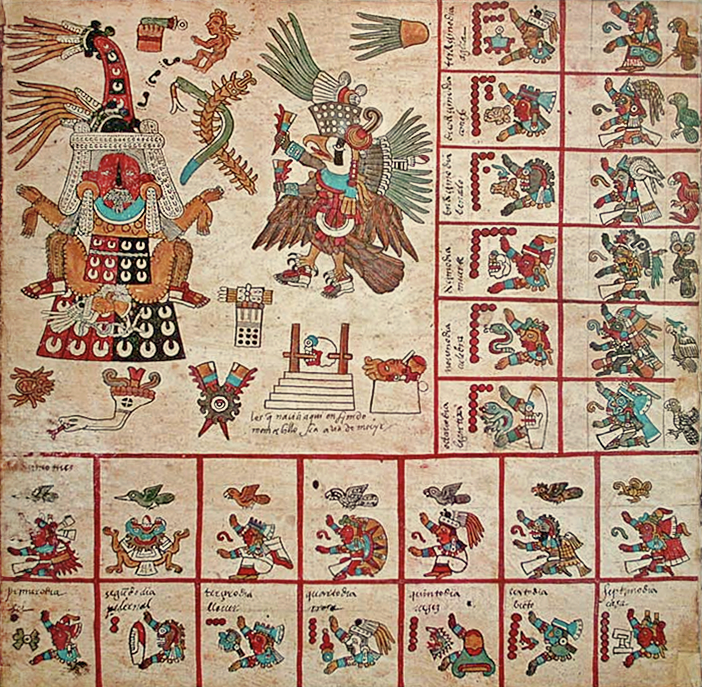
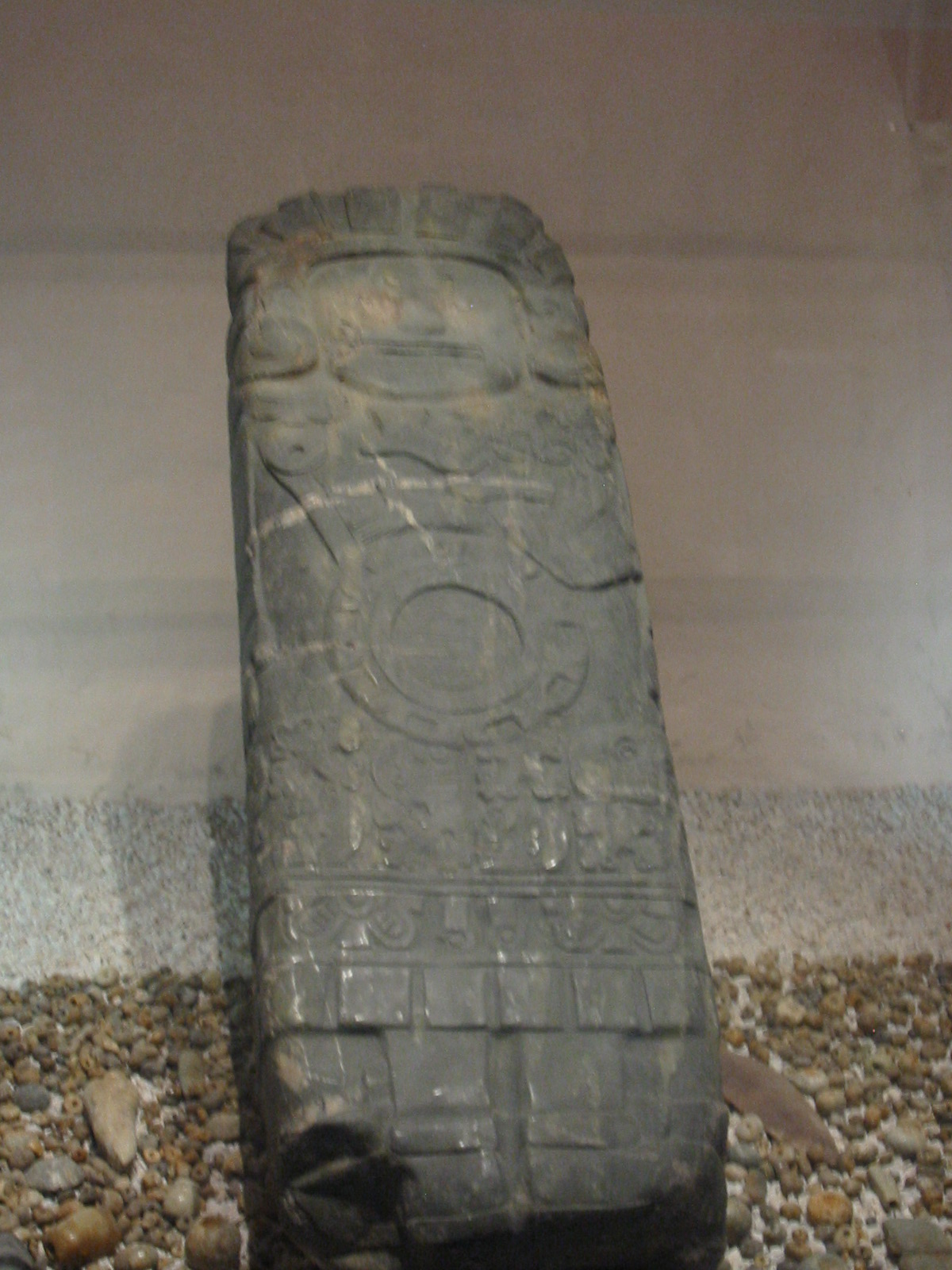